# NGC 5119
NGC 5119 (również PGC 46826) – galaktyka spiralna (S?), znajdująca się w gwiazdozbiorze Panny. Odkrył ją John Herschel 6 maja 1836 roku.